# Nierstellaatcel

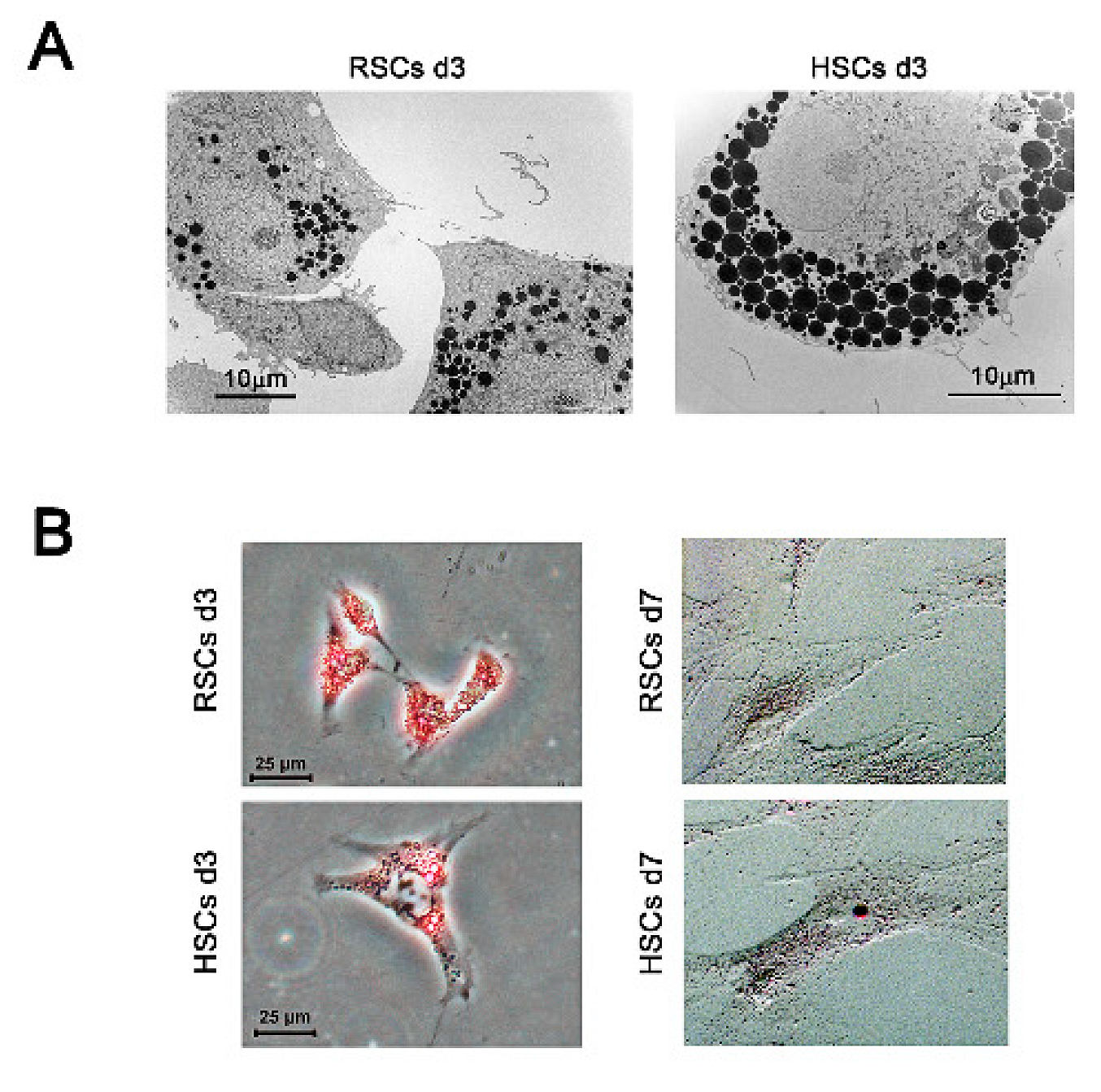
Nierstellaatcellen (RSCs) delen morfologische en biochemische kenmerken met leverstellaatcellen (HSCs).

Nierstellaatcellen of renale stellaatcellen zijn stellaatcellen die zich bevinden in de nieren. Nierstellaatcellen kunnen net als leverstellaatcellen uit een rusttoestand naar een geactiveerde toestand transformeren. Nierstellaatcellen delen veel kenmerken met leverstellaatcellen, zoals de opslag van vitamine A-bevattende lipidedruppeltjes en de expressie van leverstellaatcel-markers en pericytmarkers. Ze brengen alfa-gladde spieractine (ACTA2 of α-SMA) en collageen type I, markers voor geactiveerde leverstellaatcellen/myofibroblasten, tot expressie.
Nierstellaatcellen ondergaan spontane transdifferentiatie tot myofibroblasten in in-vitrokweek, wat werd geremd door albumine-expressie of R-III-behandeling (R-III: recombinant fusion protein).
Remming van de activering van nierstellaatcellen vermindert nierfibrose.